# Дмитревский, Юрий Дмитриевич
Ю́рий Дми́триевич Дмитревский (9 мая 1920, Череповец — 26 января 2001, Санкт-Петербург) — советский и российский географ, африканист, гидрограф, специалист по экономической и физической географии, страновед и историк географии, доктор географических наук, профессор. Создатель школы географов-африкановедов. Почётный член РГО, заслуженный деятель науки РФ (1993). Участник и инвалид Великой Отечественной войны.

## Биография
Родился 9 мая 1920 года в г. Череповце (Череповецкая губерния, ныне Вологодская область), в семье врача. Вскоре после его рождения семья переехала в г. Пушкин Ленинградской области, где прошло его детство и он окончил школу. Окончил географический факультет ЛГУ. Участвовал в Великой Отечественной войне, воевал на Ленинградском и Волховском фронтах, потерял ногу.
После окончания аспирантуры в 1949 году защитил кандидатскую диссертацию «Англо-египетский Судан — колония британского империализма: основные вопросы экономической географии». По распределению с 1949 по 1964 год преподавал в Вологодском государственном педагогическом институте, защитил докторскую диссертацию «Внутренние воды Африки: опыт. экономико-географической характеристики».
Затем работал в Ленинградском государственном университете, географическом факультете Ленинградского государственного института им. А. И. Герцена и Финансово-экономическом институте.
Дети: от первого брака с Тамарой Алексеевной Бесединой — дочь Марина Юрьевна Дмитревская; от второго брака с Натальей Федоровной Охапкиной (Дмитревской) — дочь Вера Юрьевна Тылик (Дмитревская).

## Награды
- Награждён медалями «За боевые заслуги», «За оборону Ленинграда», «За победу над Германией», «Двадцать лет победы в Великой Отечественной войне 1941—1945 гг.».
- Золотая медаль имени П. П. Семёнова (1970).

## Основные работы
- Дмитревский Ю. Д. Англо-Египетский Судан: Экономико-географические очерки / Под ред. и с предисл. С. В. Датлина. — М.: Географгиз, 1951. — 256 с. — 20 000 экз. (в 1954 переведена в ЧССР).
- Дмитревский Ю. Д. Нил: Очерки хозяйственного пользования / Географич. о-во СССР. — Вологда: Вологодское кн. изд-во, 1958. — 152 с. — 3000 экз.
- Дмитревский Ю. Д. Судан / Худож. Я. Г. Днепров. — М.: Географгиз, 1959. — 256 с. — 4000 экз.
- Дмитревский Ю. Д. Нил / Обложка худож. С. Я. Надельмана. — М.: Учпедгиз, 1961. — 76 с. — (Б-ка школьника). — 23 000 экз.
- География Вологодской области. — Вологда: Вологодское кн. изд-во, 1961 (2-е изд. 1963; 3-е изд. (в соавторстве с П. А. Зиминым) 1966; 4-е изд. 1968; 5-е изд.).
- Дмитревский Ю. Д., Олейников И. Н. Река Конго. — Л.: Гидрометеоиздат, 1966. — 152 с. — 7800 экз.
- Дмитревский Ю. Д. Внутренние воды Африки и их использование / Отв. ред. М. С. Розин. — Л.: Гидрометеоиздат, 1967. — 384 с. — 800 экз.
- Дмитревский Ю. Д., Олейников И. Н. Великие африканские озёра / Худож. Б. Н. Осенчаков. — Л.: Гидрометеоиздат, 1969. — 216 с. — 12 000 экз.
- Экономическая география стран Северо-Восточной и Восточной Африки. - 1972 (соавтор).
- Дмитревский Ю. Д. Африка: Очерки экономической географии. — М.: Мысль, 1975. — 392 с. — 8000 экз.
- Дмитревский Ю. Д., Лавров С. Б. Экономико-экологические проблемы капиталистических и развивающихся стран. — М.: Просвещение, 1978. — 152 с. — (Пособие для учителей). — 40 000 экз.
- Дмитревский Ю. Д., Олейников И. Н. Озёра Африки. — Л.: Гидрометеоиздат, 1979. — 184, [32] с. — 35 000 экз.
- Дмитревский Ю. Д., Долинин А. А. Методы количественной оценки природных и трудовых ресурсов : (Учеб. пособие). — Л.: ЛФЭИ, 1980. — 34 с.
- Дмитревский Ю. Д., Бабинцева Н. С., Горбацевич Р. А. и др. Территориальная структура хозяйства современной Африки / Ю. Д. Дмитревский, Р. А. Горбацевич, К. А. Шахнович и др.; Отв. ред. Ю. Д. Дмитревский; Ленинградский финансово-экономический институт им. Н. А. Вознесенского. — М.: Наука, 1980. — 288 с. — 1150 экз.
- Вольф М. Б., Дмитревский Ю. Д. География мирового сельского хозяйства. — М.: Мысль, 1981. — 328 с.
- Производительные силы стран Африки: горнодобывающая промышленность / Редкол.: Л. В. Гончаров, Ан. А. Громыко, Н. И. Гаврилов, Ю. Д. Дмитревский; АН СССР, Ин-т Африки. — М.: Наука, 1982. — 248 с.
- Дмитревский Ю. Д. Территориальный аспект экономики развивающихся стран: Методические и типологические подходы / Под ред. С. Б. Лаврова; АН СССР, Геогр. о-во СССР. — Л.: Наука, 1983. — 168 с.
- Страны Северной Африки: Рекомендательный библиографический справочник / Предисл. Ю. Д. Дмитревский; Авт.-сост. Е. М. Тепер; Гос. Публ. б-ка им. М. Е. Салтыкова-Щедрина. — М.: Книжная палата, 1988. — 128 с. — (Страны и народы мира). — 10 000 экз. — ISBN 5-7000-0040-7.
- Дмитревский Ю. Д. Эта вечно юная география: (Новые направления древней науки). — М.: Знание, 1989. — 48 с. — (Новое в жизни, науке, технике; В. 11). — 16 976 экз. — ISBN 5-07-000387-9.
- Дмитревский Ю. Д. Очерки социально-экономической географии: Развитие и проблемы / АН СССР, Геогр. о-во СССР. — Л.: Наука, 1990. — 162+1 с. — 1150 экз. — ISBN 5-02-027262-0.
- Дмитревский Ю. Д. Территориальные проблемы современной России : Попул. очерк / Санкт-Петербург. ун-т экономики и финансов. — СПб.: Изд-во Санкт-Петербург. ун-та экономики и финансов, 1995. — 88 с.
- Дмитревский Ю. Д. Страноведение и география международного туризма: Учеб. пособие : В 2 ч. / Санкт-Петербург. ун-т экономики и финансов, Каф. экономики и упр. соц. сферой. — СПб.: Изд-во Санкт-Петербург. ун-та экономики и финансов, 1997.
- Дмитревский Ю. Д. Туристские районы мира: Учебное пособие / Смоленский гуманитарный ун-т. — Смоленск: СГУ, 2000. — 224 с. — ISBN 5-88984-079-7.

## Избранные статьи
- Дмитревский Ю. Д. Роль рек в формировании современной африканской цивилизации // Природа и цивилизация: Реки и культуры. — СПб.: Европейский Дом, 1997. — 272 с. — 300 экз. — ISBN 5-8015-0008-1.
- Дмитревский Ю. Д. Некоторые аспекты формирования культурно-исторического ландшафта городов // Этнос, ландшафт, культура: Материалы конф. / Отв. ред., авт. предисл. Л. Р. Павлинская; РАН. МАЭ им. Петра Великого (Кунсткамера), РГО. — СПб.: Европейский Дом, 1999. — С. 94—98. — 308 с.
- Дмитревский Ю. Д. Географы в африкановедении; Документы (Автобиография Ю. Д. Дмитревского…) // Становление отечественной африканистики, 1920-е—начало 1960-х / Отв. ред. А. Б. Давидсон; Рец.: П. П. Черкасов, Н. Г. Щербаков; Ин-т всеобщей истории РАН. — М.: Наука, 2003. — С. 217—227. — 500 экз. — ISBN 5-02-008900-1.